# Entocythere lepta
Entocythere lepta är en kräftdjursart som beskrevs av D. G. Hart och C. W. Hart 1971. Entocythere lepta ingår i släktet Entocythere och familjen Entocytheridae. Inga underarter finns listade i Catalogue of Life.